# 4e régiment de chevau-légers lanciers
Pour les articles homonymes, voir 4e régiment.

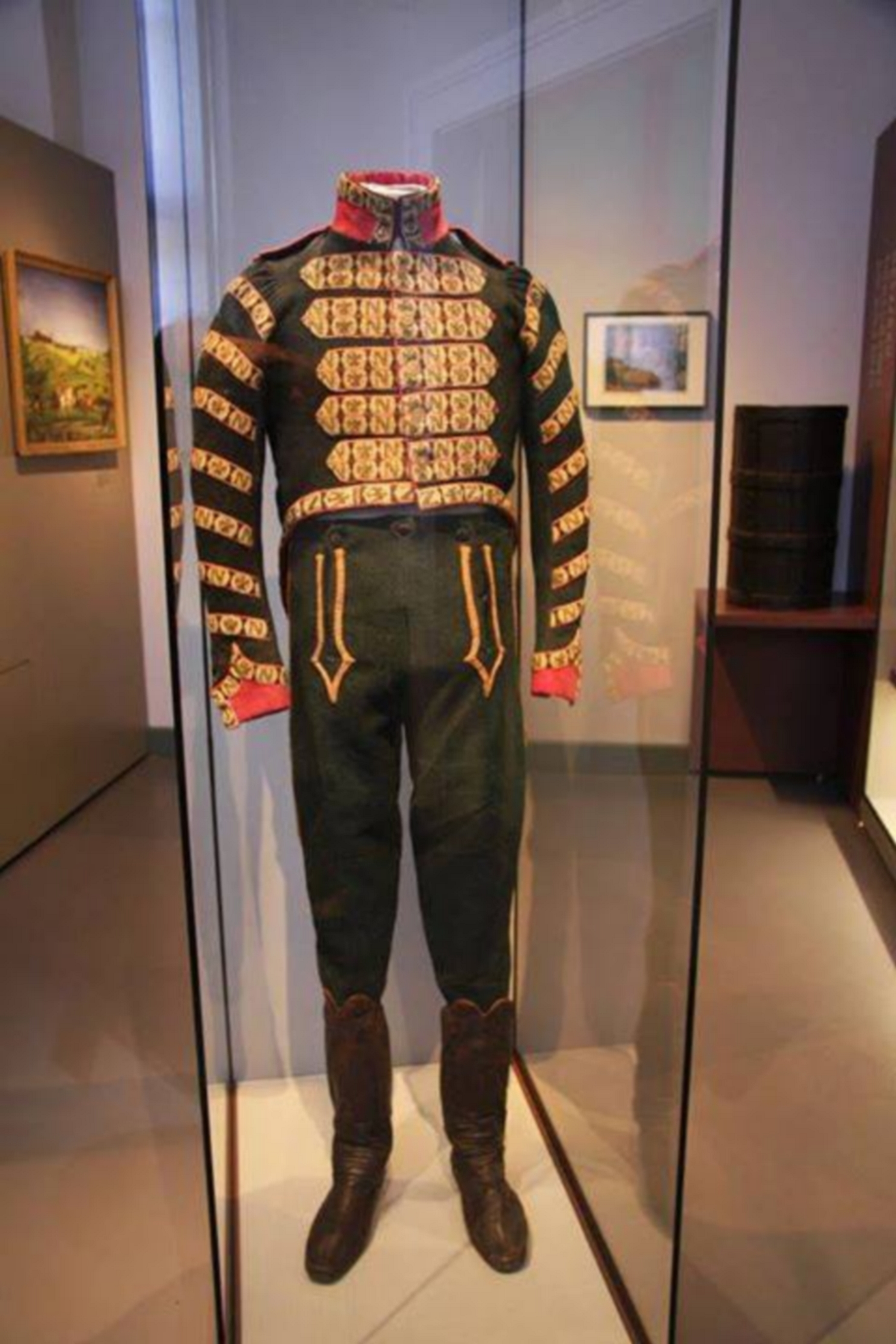
Uniforme de trompette du 4ème Chevau-légers

Le 4e régiment de chevau-légers lanciers également appelé plus simplement 4e régiment de chevau-légers ou 4e régiment de lanciers est une unité de cavalerie française issue du 9e régiment de dragons.

## Historique
Le 4e régiment de chevau-légers lanciers est formé par décret impérial du 18 juin 1811 du 9e régiment de dragons.
Le 4e régiment de chevau-légers lanciers fait la campagne de Russie de 1812 au corps d'observation de l'Elbe et au 2e corps de réserve de cavalerie de la Grande Armée et participe aux batailles de La Moskowa et de Winkowo.
Il fait la campagne de 1813 en Allemagne au 2e corps de cavalerie et participe aux batailles de Leipzig et Hanau.
En 1814, il est en France au 2e corps de cavalerie et participe aux batailles de Champaubert et Vauchamps (14 février).
Lors de la réorganisation des corps de cavalerie, le 12 mai 1814, le 4e régiment de chevau-légers lanciers garde en premier lieu son numéro avant de prendre la dénomination de régiment de lanciers de Monsieur.
À son retour de l'ile d'Elbe, le 1er mars 1815, Napoléon Ier, réorganisa les différents corps de l'armée. Un décret du 20 avril 1815 rendit aux anciens régiments de cavalerie les numéros qu'ils avaient perdus sous la première restauration. Le régiment reprend le nom de 4e régiment de chevau-légers lanciers et durant les Cent-Jours il est aux campagnes de Belgique au 1er corps d'armée et combat aux batailles de Fleurus et de Waterloo.
À la bataille de Waterloo, Louis Bro, colonel du régiment, effectua une charge restée célèbre, écharpa la brigade Ponsonby, sous les ordres du Major-General Sir William Ponsonby, tua cet officier général, et reprit l'aigle du 55e régiment d'infanterie enlevée par les dragons de Ponsomby.

## 4e Régiment de lanciers
Le 4e régiment de lanciers est formé, le 19 février 1831, avec le 4e régiment de chasseurs à cheval.
En 1859 il combat lors de la campagne d'Italie au sein de la brigade de Labareyre.

## Étendard
Lors de sa création, le 4e lanciers conserve une des aigle impériale du 9e régiment de dragons.
où sont inscrits :
- ARCOLE
- MARENGO
- AUSTERLITZ
- EYLAU
- Le 4ème régiment de Chevau-légers est créé le 18 juin 1811 à partir du 9ème régiment de Dragons dont il conserve d'abord l'Aigle. Le régiment reçoit ensuite un étendard modèle 1812 avec les inscriptions "ULM - AUSTERLITZ - JENA - EYLAU".

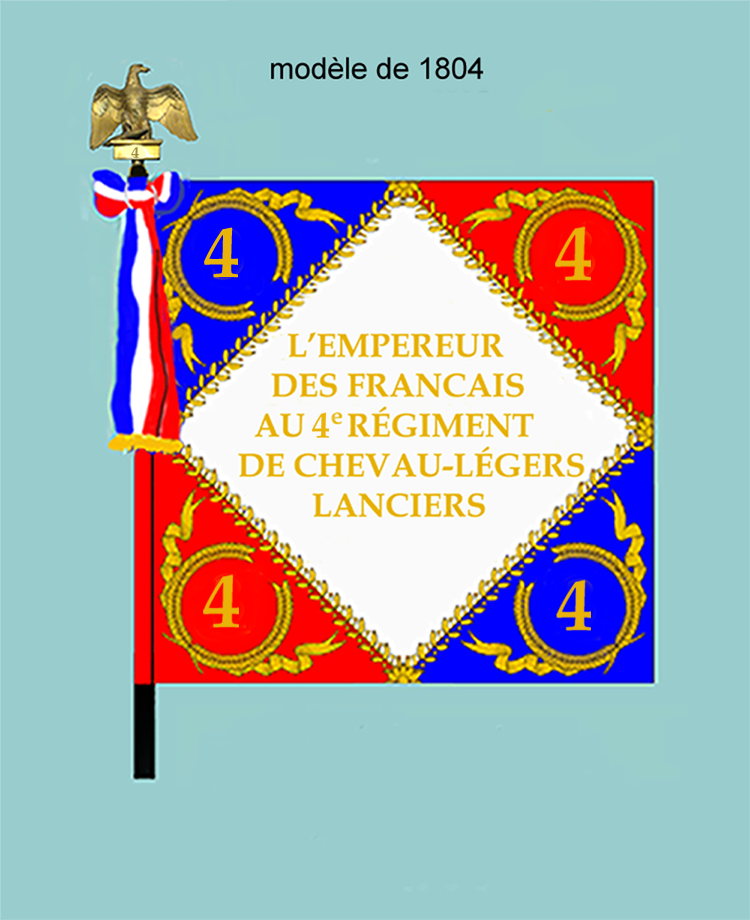
modèle 1804 avers
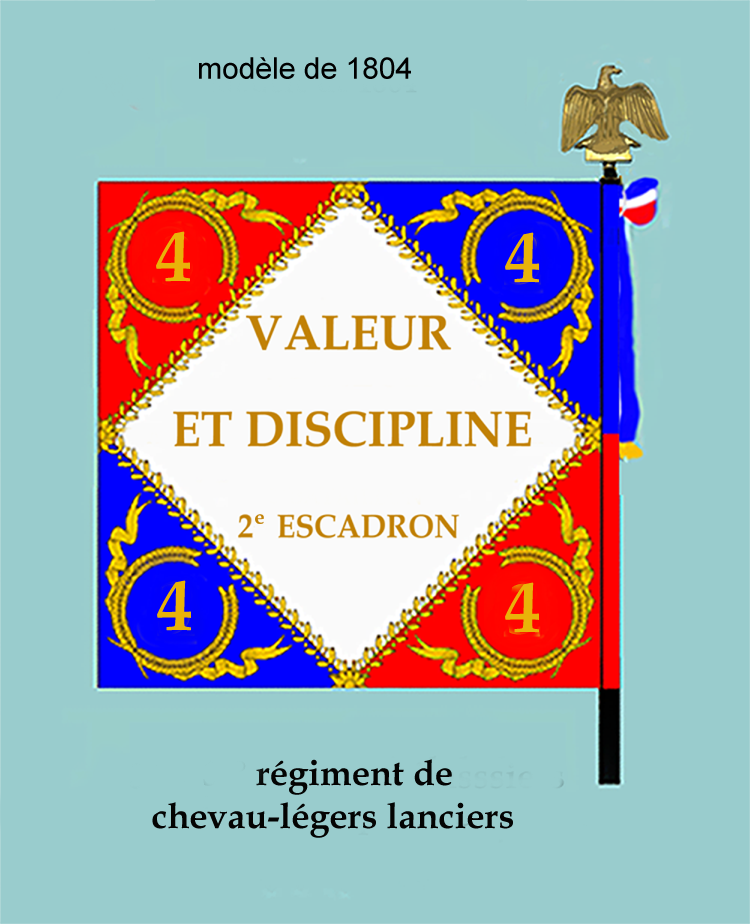
modèle 1804 revers
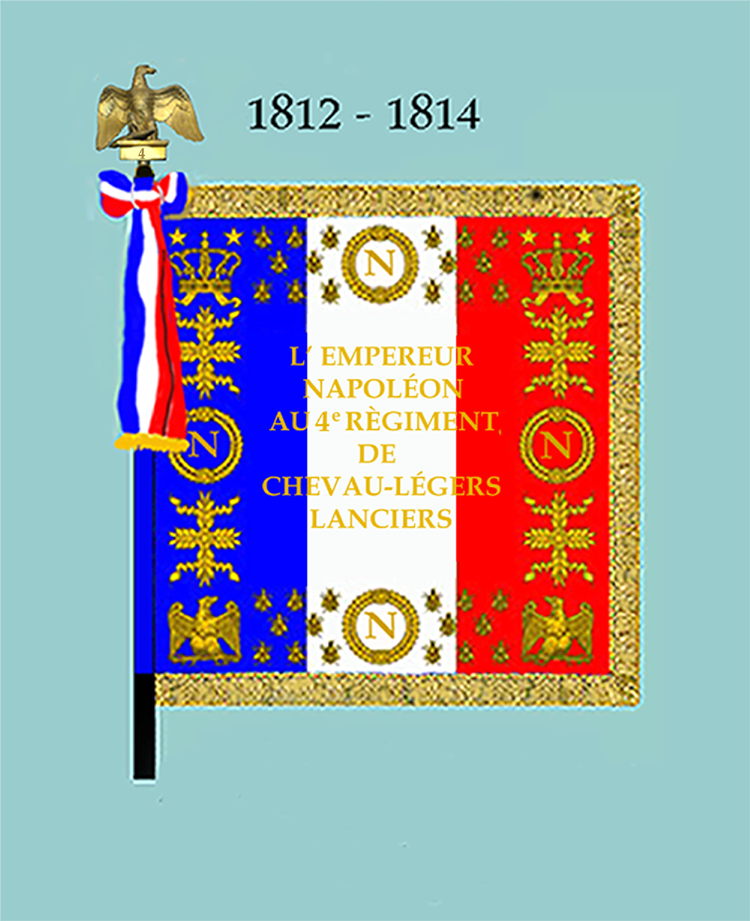
modèle 1812 avers
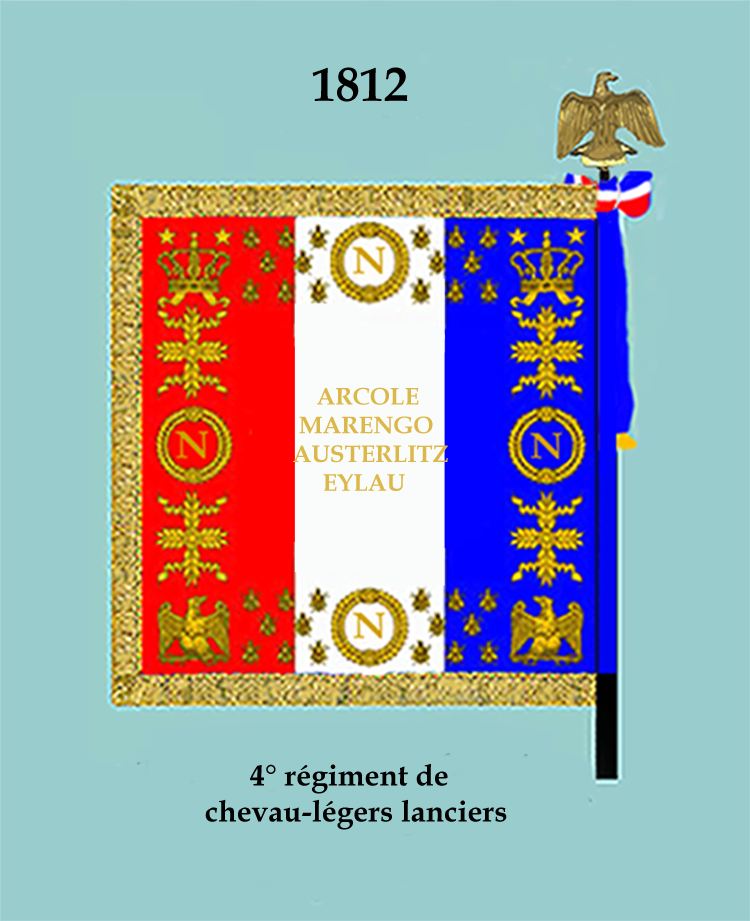
modèle 1812 revers
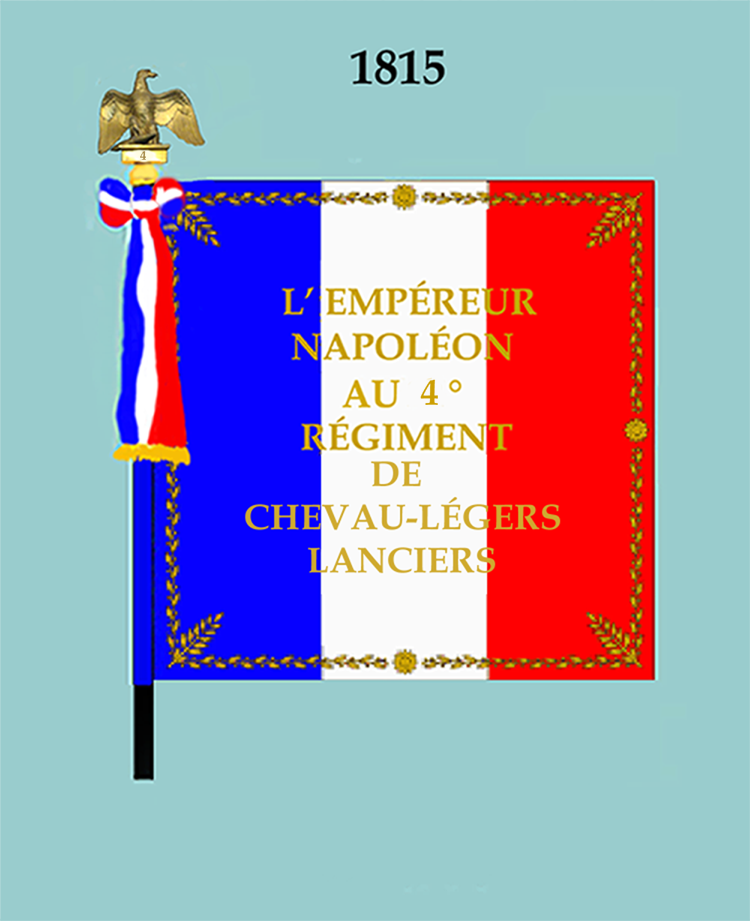
modèle 1815 avers
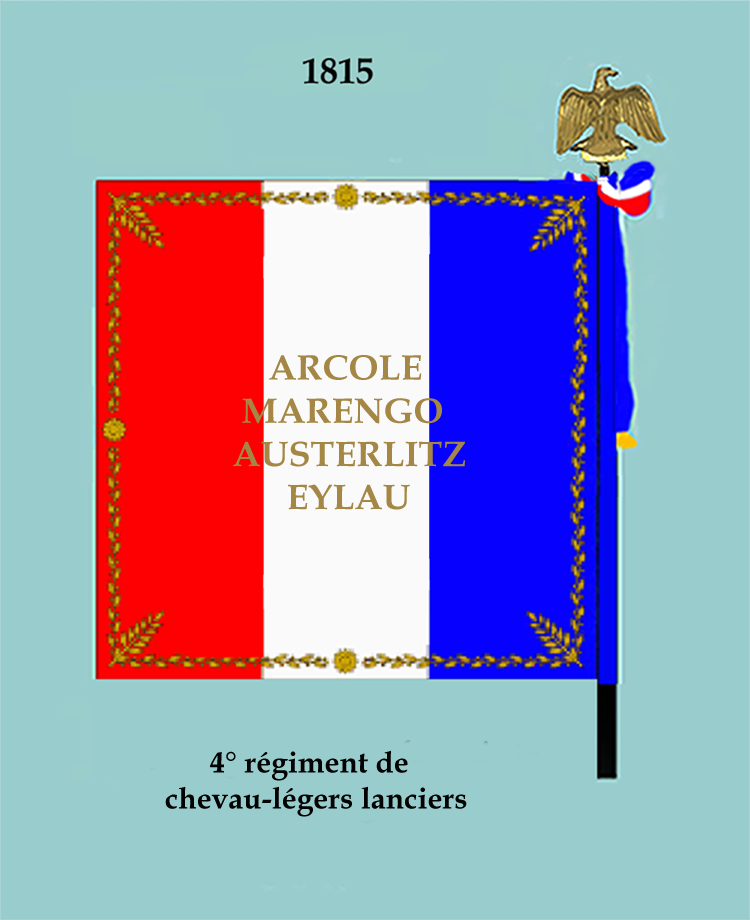
modèle 1815 revers

## Personnages célèbres ayant servi au4erégiment de chevau-légers lanciers
- Maurice Persat (1788-1858), lieutenant[3]
- Louis Bro, Colonel